# Perito in elettronica e telecomunicazioni
Fino all'anno scolastico 2014/2015, il corso di Perito industriale dell'Istruzione Tecnica si articolava in un biennio comune e un successivo triennio di specializzazione. Tra questi vi era il Perito Industriale in Elettronica e Telecomunicazioni.
Attualmente il corso è stato sostituito da nuovi indirizzi di studio dove lo studente può scegliere tra gli indirizzi: Informatica / Elettronica e successivamente decidere l'articolazione a cui è interessato. La prima si suddivide in: Informatica e Telecomunicazioni; la seconda in: Elettronica ed Elettrotecnica.
Agli attuali diplomati non spetta più il titolo di perito industriale , ma viene rilasciato un diploma di istruzione tecnica con indicazione di indirizzo ed articolazione frequentata.

## Profilo Professionale
Il corso per conseguire il Diploma di istruzione tecnica in Elettronica e Telecomunicazioni fornisce nozioni per poter sapere affrontare i problemi specifici del settore elettrico in termini sistemici. Pertanto deve essere in grado di:
- analizzare e dimensionare reti elettriche lineari e non lineari;
- analizzare le caratteristiche funzionali dei sistemi, anche complessi, di generazione, elaborazione e trasmissione di suoni, immagini e dati;
- partecipare al collaudo e alla gestione di sistemi di vario tipo (di controllo, di comunicazione, di elaborazione delle informazioni) anche complessi, sovrintendendo alla manutenzione degli stessi;
- progettare, realizzare e collaudare sistemi semplici, ma completi, di automazione e di telecomunicazioni, valutando, anche sotto il profilo economico, la componentistica presente sul mercato;
- descrivere il lavoro svolto, redigere documenti per la produzione dei sistemi progettati e scriverne il manuale d'uso;
- comprendere manuali d'uso, documenti tecnici vari e redigere brevi relazioni in lingua inglese;
- eseguire il controllo e il collaudo dei materiali e dei prodotti finiti nell'ambito delle competenze professionali;
- organizzare i servizi di manutenzione con particolare riferimento agli impianti di bordo;
- risolvere i problemi relativi alle connessioni fra sistemi di propulsione e struttura.[2]

## Materie
III ANNO:
Religione o attività alternative; Lingua e lettere italiane; Storia ed educazione civica; Lingua inglese; Matematica; Elettrotecnica e laboratorio; Elettronica; Meccanica e macchine; Sistemi automatici; Tecnologia, disegno e progettazione; Educazione fisica.
IV ANNO:
Religione o attività alternative; Lingua e lettere italiane; Storia ed educazione civica; Economia industriale con elementi di diritto; Lingua inglese; Matematica; Elettrotecnica e laboratorio; Elettronica; Sistemi automatici; Telecomunicazioni; Tecnologia, disegno e progettazione; Educazione fisica.
V ANNO:
Religione o attività alternative; Lingua e lettere italiane; Storia ed educazione civica; Economia industriale con elementi di diritto; Lingua inglese; Matematica; Elettrotecnica e laboratorio; Elettronica; Sistemi automatici; Telecomunicazioni; Tecnologia, disegno e progettazione; Educazione fisica.